# Gloeopeniophorella
Gloeopeniophorella är ett släkte av svampar. Enligt Catalogue of Life ingår Gloeopeniophorella i ordningen Russulales, klassen Agaricomycetes, divisionen basidiesvampar och riket svampar, men enligt Dyntaxa är tillhörigheten istället familjen Stereaceae, ordningen Russulales, klassen Agaricomycetes, divisionen basidiesvampar och riket svampar.
|                    | Russulaceae |
|                    | |
|                    | Peniophoraceae |
|                    | |
|                    | Lachnocladiaceae |
|                    | |
|                    | Hybogasteraceae |
|                    | |
|                    | Hericiaceae |
|                    | |
|                    | Echinodontiaceae |
|                    | |
|                    | Bondarzewiaceae |
|                    | |
|                    | Auriscalpiaceae |
|                    | |
|                    | Amylostereaceae |
|                    | |
|                    | Albatrellaceae |
|                    | |
|                    | Stephanosporaceae |
|                    | |
|                    | Stereaceae |
|                    | |
| Gloeopeniophorella | \| \| Gloeopeniophorella rubroflava \| \| \| \| \| \| Gloeopeniophorella sacrata \| \| \| \| \| \| Gloeopeniophorella singulare \| \| \| \| |
|                    | \| \| Gloeopeniophorella rubroflava \| \| \| \| \| \| Gloeopeniophorella sacrata \| \| \| \| \| \| Gloeopeniophorella singulare \| \| \| \| |
|                    | Scopulodontia |
|                    | |
|                    | Haloaleurodiscus |
|                    | |
|                    | Scytinostromella |
|                    | |
|                    | Aleurocystidiellum |
|                    | |
|                    | Gloeoasterostroma |
|                    | |
|                    | Gloeohypochnicium |
|                    | |
|                    | Gloeopeniophorella rubroflava |
|                    | |
|                    | Gloeopeniophorella sacrata |
|                    | |
|                    | Gloeopeniophorella singulare |
|                    | |

|  | Gloeopeniophorella rubroflava |
|  |                               |
|  | Gloeopeniophorella sacrata    |
|  |                               |
|  | Gloeopeniophorella singulare  |
|  |                               |

## Bildgalleri